# SN 2012an
SN 2012an – supernowa typu IIb, odkryta 21 lutego 2012 roku w galaktyce NGC 6373. W momencie odkrycia miała maksymalną jasność 17,4m.